# Saint Petersburg HC
O Saint Petersburg HC é um clube de andebol russo fundado em 1925. É sediado em São Petersburgo e disputa os seus jogos no Palácio de Desporto Yubileyny.
Foi vice-campeão da Liga Russa em 2017, tendo sido campeão em 1993. Como vice-campeões, representarão a Rússia na Taça EHF de 2017–18.

## Palmarés
- Campeonato Russo (1)

1992/93

## Recorde Europeu
| Temporada | Competição | Ronda | Clube            | 1ª mão | 2ª mão | Agregado |
| --------- | ---------- | ----- | ---------------- | ------ | ------ | -------- |
|           |            |       |                  |        |        |          |
| 2016–17   | Taça EHF   | R2    | BB Ankaraspor    | 26–19  | 31–27  | 57–46    |
| 2016–17   | Taça EHF   | R3    | Maccabi Tel Aviv | 25–23  | 23–28  | 48–51    |